# Прибовце (Мартин)
Прибовце (слч. Príbovce) насељено је мјесто са административним статусом сеоске општине (слч. obec) у округу Мартин, у Жилинском крају, Словачка Република.

## Становништво
| Година:    | 1994. | 2004.   | 2014.   | 2024.   |
| ---------- | ----- | ------- | ------- | ------- |
| Број људи: | 972   | 1058    | 1084    | 1098    |
| Разлика:   |       | +8,84 % | +2,45 % | +1,29 % |

| Година:    | 2023. | 2024.   |
| ---------- | ----- | ------- |
| Број људи: | 1093  | 1098    |
| Разлика:   |       | +0,45 % |

Према подацима о броју становника из 2011. године насеље је имало 1.091 становника.